# 妙宣寺 (伊丹市)
妙宣寺（みょうせんじ）は、兵庫県伊丹市に所在する日蓮正宗の寺院であるが、正信会の僧侶が占有・居住している。山号は広布山（こうふさん）。

## 起源と歴史
- 1882年（明治15年）8月18日 - 大石寺により日蓮宗興門派（本門宗）の川西教会として建立される。開基は日蓮正宗大石寺第55世法主日布。
- 1900年、大石寺とともに本門宗を離脱し、日蓮宗富士派（日蓮正宗）の設立に参加。
- 1975年（昭和50年）12月20日 - 現在地に移転し、寺号・山号を公称する。
- 1982年（昭和57年）9月16日 - 当時の住職が第67世法主日顕の法主としての地位を否定したため、日蓮正宗の宗制宗規に違背したことにより破門されたが、妙宣寺を占有し、居住している。
  - 妙宣寺は日蓮正宗の末寺である。現住職（代表役員）も日蓮正宗の僧侶（尼崎市大妙寺住職が兼務）である。また、総代（責任役員）も日蓮正宗の信徒（大妙寺）であり、土地建物も妙宣寺の所有するところである。ただし裁判所の1982年当時の住職の地位保全の決定によって、存命中は妙宣寺を占有することは認められているため、何らかの理由で退去しない限りは日蓮正宗は妙宣寺においては宗教活動をすることはできない状態である。

## 所在地
- 兵庫県伊丹市緑ケ丘4-7-2

## 寺院周辺
- 兵庫県立伊丹高等学校